# 25300 Andyromine
25300 Andyromine este un asteroid din centura principală de asteroizi.

## Descriere
25300 Andyromine este un asteroid din centura principală de asteroizi. A fost descoperit pe 18 noiembrie 1998 la Socorro, New Mexico, în cadrul proiectului LINEAR. Asteroidul prezintă o orbită caracterizată de o semiaxă mare de 2,73 ua, o excentricitate de 0,17 și o înclinație de 4,0° în raport cu ecliptica.